# Hayastani Ankaxowt'yan Gavat' 2007
La Hayastani Ankaxowt'yan Gavat' 2007 (conosciuta anche come Coppa dell'Indipendenza) è stata la 16ª edizione della Coppa nazionale armena. Il torneo è iniziato il 21 marzo con il turno preliminare e si è concluso il 9 maggio 2007. Il Banants ha vinto la coppa per la seconda volta battendo in finale l'Ararat Yerevan.

## Turno preliminare
Gli incontri di andata si disputarono il 21 e 22 marzo mentre quelli di ritorno il 31 marzo e 1º aprile 2007.
| Squadra 1        | Totale | Squadra 2         | Andata | Ritorno |
| ---------------- | ------ | ----------------- | ------ | ------- |
| Banants          | 8 - 1  | Dinamo Yerevan    | 5 - 0  | 3 - 1   |
| Shirak Giumri    | 3 - 0  | Mika-2 Ashtarak   | 2 - 0  | 1 - 0   |
| Pyunik-2 Yerevan | 0 - 3  | Ararat Yerevan    | 0 - 2  | 0 - 1   |
| Kilikia Yerevan  | 7 - 4  | Banants-2 Yerevan | 3 - 2  | 4 - 2   |
| Gandzasar Kapan  | 1 - 2  | Bentonit Ijevan   | 1 - 0  | 0 - 2   |
| Ararat-2 Yerevan | 0 - 4  | Ulysses Yerevan   | 0 - 2  | 0 - 2   |

## Quarti di finale
Gli incontri di andata si disputarono il 5 e 6 mentre quelli di ritorno il 10 aprile 2007.
| Squadra 1      | Totale | Squadra 2       | Andata | Ritorno |
| -------------- | ------ | --------------- | ------ | ------- |
| Banants        | 11 - 2 | Kilikia Yerevan | 5 - 1  | 6 - 1   |
| Mika Ashtarak  | 5 - 2  | Shirak Giumri   | 4 - 1  | 1 - 1   |
| Pyunik Yerevan | 8 - 2  | Bentonit Ijevan | 4 - 0  | 4 - 1   |
| Ararat Yerevan | 4 - 1  | Ulysses Yerevan | 2 - 0  | 2 - 1   |

## Semifinale
Gli incontri di andata si disputarono il 18 aprile mentre quelli di ritorno il 1º maggio 2007.
| Squadra 1      | Totale | Squadra 2      | Andata | Ritorno |
| -------------- | ------ | -------------- | ------ | ------- |
| Banants        | 2 - 1  | Mika Ashtarak  | 1 - 0  | 1 - 1   |
| Ararat Yerevan | 2 - 1  | Pyunik Yerevan | 1 - 0  | 1 - 1   |

## Finale
| Arbitro: | Nalbandyan (Erevan) |

|                                    |           |              |
| Muradyan 80’, 117’ Bareġamyan 108’ | Marcatori | 33’ Pizzelli |